# ウィルミントン (デラウェア州)
ウィルミントン（Wilmington）は、アメリカ合衆国デラウェア州北部のニューキャッスル郡に位置する商業都市。同郡の郡庁所在地。人口は7万0898人（2020年）で同州最大である。フィラデルフィアの南西約40kmに位置し、フィラデルフィア大都市圏の南端をなす。同市はアメリカ合衆国3大財閥のひとつで、世界第2の化学会社であるデュポン創業の地・本社所在地として知られる。また、同市はアメリカ合衆国の金融センターとしての役割も大きく担っている。

## 概要

### 地名の由来
市名はイギリス国王ジョージ2世の首相であったウィルミントン伯爵スペンサー・コンプトン（Spencer Compton）に由来している。

## 歴史
この一帯には、1638年にスウェーデン人とフィンランド人の入植者たちによって、ニュースウェーデン（New Sweden）という入植地が建設された。入植地は1655年にはオランダ人の手に渡り、1664年にはイギリスの支配下に置かれた。この頃はクエーカーの影響も強く受けていた。1739年、イギリス国王ジョージ2世の命により市名は首相のウィルミントン伯爵、スペンサー・コンプトンにちなんでウィルミントンと改められた。
南北戦争中、デラウェア州は正式には連邦側であったが、実際にはウィルミントンを含む州の北部は連邦側、州の南部は南部連合側と分かれていた。戦中に戦争需要で産業が発展し、市は大きく発展した。当時ウィルミントンは船舶・列車車両・火薬・靴・テント・軍服・毛布その他あらゆる戦争関連品を生産していた。商工業が発展するにつれて住民は西側に大きな家を建てるようになり、市域が拡大した。1864年にデラウェア通りに馬車が走るようになると、こうした動きがますます顕著になっていった。1868年には、ウィルミントンの造船業シェアは全米の50%を超え、デュポンをはじめとする火薬産業でも全米1位、馬車・皮革は全米2位と、全米でも有数の工業都市であった。19世紀末には、公園も整備されていった。

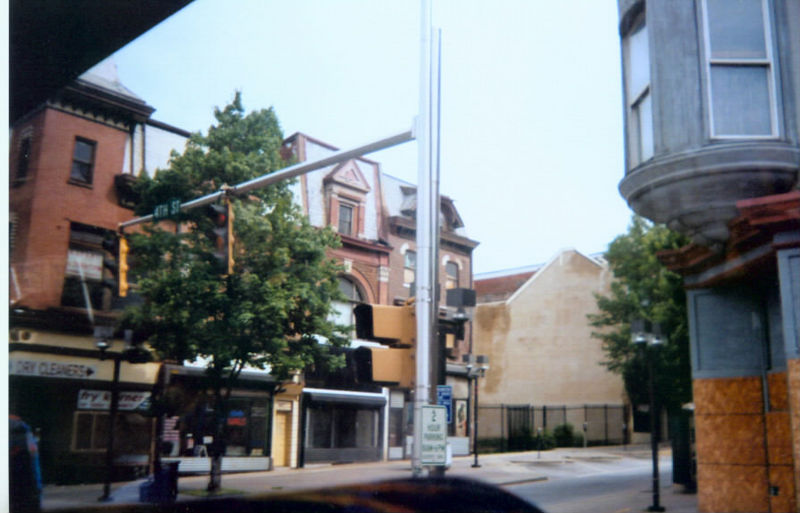
4thストリート。近辺は1900年代の古い建物が建ち並んでいる。

1860年には人口は21,250人であった。1920年頃には、市の人口は110,168人を数えるほどに成長した。2度の世界大戦中には造船・製鉄・機械・化学産業の需要が高まり、市の産業はさらに発展した。また、この頃自動車・皮革・被服産業も発展した。
1950年代に入ると、ウィルミントンの市外を貫くように州間高速道路I-95が完成し、郊外で人口が増えるようになった。しかし、ダウンタウンからは人口が流出し、市の人口は減り始めた。1950-60年代にかけて市の再開発が進められたが、市中心部のセンター・シティ地区やイーストサイド地区の住居が取り壊されただけに終わった。次いで1968年にマーティン・ルーサー・キング暗殺を受けて暴動が起こり、市外への人口流出に拍車をかけた。
1980年代に入ると、ウィルミントンは金融センターとして発展を遂げていくようになった。1981年に金融センター開発法（Financial Center Development Act of 1981）が施行され、デラウェア州内における銀行業務が大幅に自由化された。次いで1986年には、州は国際的金融・保険会社を惹きつけるべく州法改正を行った。これらの改革により、国内外の主要銀行や保険会社、クレジットカード会社がウィルミントンに拠点をおくようになった。

## 地理

### 位置
ウィルミントンはフィラデルフィアのダウンタウンから南西へ約40kmに位置し、フィラデルフィアの郊外都市としての役割を担っている。アメリカ合衆国統計局によると、ウィルミントン市の総面積は44.1km2（17.0mi2）である。うち28.1 km2（10.9 mi2）が陸地で16.0km2（6.2 mi2）が水域である。総面積の36.25%が水域となっている。

### 人口動態
ウィルミントンは人種・民族の多様性に富んだ都市である。毎年春・夏には民族ごとの祭りも多い。最も有名なのはイタリアン・フェスティバルで、イタリアの伝統音楽が流れ、イタリア料理が振舞われ、カーニバルなどの催し物が執り行われる。そのほかに有名なものにはギリシア正教会主催のグリーク・フェスティバルがある。この祭りはイタリアン・フェスティバルよりやや規模は小さいものの、ギリシアの伝統料理が振舞われ、伝統音楽が流れ、伝統工芸品が陳列される。

#### 統計データ
以下は2000年の国勢調査における人口統計データである。
基礎データ
- 人口: 72,664人
- 世帯数: 28,617世帯
- 家族数: 15,882家族
- 人口密度: 2,585.8人/km2（6,698.1人/mi2）
- 住居数: 32,138軒
- 住居密度: 1,143.6軒/km2（2,962.4/mi2）

人種別人口構成
- 白人: 35.52%
- アフリカン・アメリカン: 56.43%
- ネイティブ・アメリカン: 0.25%
- アジア人: 0.65%
- 太平洋諸島系: 0.03%
- その他の人種: 5.16%
- 混血: 1.96%
- ヒスパニック・ラテン系: 9.84%

年齢別人口構成
- 18歳未満: 25.9%
- 18-24歳: 9.8%
- 25-44歳: 32.0%
- 45-64歳: 19.8%
- 65歳以上: 12.6%
- 年齢の中央値: 34歳
- 性比（女性100人あたりの男性の人口）
  - 総人口: 91.3
  - 18歳未満: 86.9

世帯と家族（対世帯数）
- 18歳未満の子供がいる: 27.1%
- 結婚・同居している夫婦: 26.6%
- 未婚・離婚・死別女性が世帯主: 23.8%
- 非家族世帯: 44.5%
- 単身世帯: 37.1%
- 65歳以上の老人1人暮らし: 13.0%
- 平均構成人数
  - 世帯: 2.39人
  - 家族: 3.19人

収入と家計
- 収入の中央値
  - 世帯: 35,116米ドル
  - 家族: 40,241米ドル
  - 性別
    - 男性: 34,360米ドル
    - 女性: 29,895米ドル
- 人口1人あたり収入: 20,236米ドル
- 貧困線以下
  - 対人口: 21.3%
  - 対家族数: 16.8%
  - 18歳未満: 30.4%
  - 65歳以上: 20.1%

## 治安
ウィルミントンは1990年代に麻薬取引が急増し、治安が悪化した。ワシントンD.C.、フィラデルフィア、ボルチモア、ニューヨークといった大都市に近く、市内の通りの警備が手薄だったため、取引には格好の場所だった。殺人・傷害・強盗といった暴力犯罪が多く、この規模の都市としては全米最悪の犯罪率を記録した。やがてウェストサイド地区やヒルトップ地区に古くから住んでいた住民も町を離れるようになり、そうした空き家が麻薬取引の温床になるという、悪循環の中に置かれるようになった。
アメリカ合衆国の多くの都市同様、ウィルミントンでは通り1本で治安状態ががらりと変わる。名門私立女子校アーシュリン・アカデミーやデラウェア州知事の私邸は、ウィルミントンで最も危険な通りからさほど遠くない位置にある。特に危険なのはイーストサイド、ウェストセンターシティ、ノースイースト、ヒルトップの各地区である。
こうした状況に対処するため、ウィルミントンは全米で初めて、ダウンタウン全域に監視体制を敷いた。官民両方からの出資で至るところに監視カメラを設置し、犯罪や疑わしい行為が発見されたら即座に市警察に通報できるようにシステムを整備した。最近、市は監視区域をダウンタウンから近隣の犯罪多発地帯へと広げている。
また、市警察はジャンプアウト（jump-outs）と呼ばれる、覆面パトロールを行っている。見た目は一般車と何ら変わらないバンで夜の犯罪多発地帯を回り、抜き打ちでふらついている住民を一時的に拘留して写真や指紋を取るのである。これによって麻薬がらみの犯罪検挙率は上がったものの、公民権の乱用・人権侵害であるとの批判も強い。

## 対外関係

### 姉妹都市･提携都市
姉妹都市
- フルダ（ドイツ連邦共和国 ヘッセン州）
- カルマル（スウェーデン王国 スモーランド地方 カルマル県）
- オレーヴァノ・スル・トゥシャーノ（イタリア共和国 カンパニア州 サレルノ県）
- オショグボ（ナイジェリア連邦共和国 オスン州）
- ワトフォード（イギリス連合王国 イングランド国 イングランド東部地方 ハートフォードシャー州）

提携都市
- ヌムール（フランス共和国 イル・ド・フランス地方 セーヌ・エ・マルヌ県）

## 経済
ウィルミントンはデュポン創業の地として知られる。また、デラウェア州法の会社法によって、会社の設立が容易であり、金融業、特に非常に多くのクレジットカード会社がウィルミントンに本社を置いている他、タックス・ヘイヴン関係のペーパーカンパニーがある。それに加え、アメリカン生命保険会社（ALICO、アリコジャパンの本社）などの保険会社や銀行も多い。
ウィルミントンに拠点を置いている銀行には次のようなものがある。
- ウィルミントン・トラスト（Wilmington Trust Company）
- PNCバンク（PNC Bank）
- JPモルガン・チェース（J.P. Morgan Chase & Co.）
- シティズンズ・バンク（Citizens Bank）
- ウィルミントン・セービングス・ファンド・ソサイエティ（Wilmington Savings Fund Society）
- アルチザンズ・バンク（Artisans' Bank）

また、ウィルミントンには高額報酬の弁護士も多い。

## 交通

### 空路

#### 空港
ウィルミントンに最も近い空港はフィラデルフィア国際空港である。ダウンタウンの南にニューキャスル空港があるが、2000年2月を最後に旅客便はなくなり、現在では自家用機・チャーター機・軍用機にのみ使われている。現在、全米50州のうち州外の都市への航空機の便がないのはデラウェア州ただ1州のみであり、ニューキャスル空港は「最後の砦」であった。

### 鉄道
アムトラックの駅があり、ニューヨークやワシントンD.C.へ北東回廊の列車が頻繁に走っている。アメリカの高速鉄道、アセラ・エクスプレスもウィルミントン駅に停車する。また、同駅はフィラデルフィアの近郊電車SEPTAの駅でもある。しかし、駅周辺の治安は良くない。この駅の名前は、元はウィルミントン駅(Wilmington station)だったが、2011年に当時副大統領で、当駅からワシントンD.C.までの列車を定期的に利用していたジョー・バイデンにちなんでジョセフ・R・バイデン・ジュニア駅に改称された。

### バス

#### 都市間バス
ダウンタウンにはグレイハウンドのバスターミナルがあり、リッチモンド・ワシントンD.C.・フィラデルフィア・ニューヨーク・ボストンなど多くの都市へのバスの便が頻繁にある。

#### 路線バス
市内の交通としては、デラウェア地域交通局（DART）が40路線にもおよぶ路線バスを運営し、市内および近郊をカバーしている。

### 道路

#### 高速道路
州間高速道路I-95はウィルミントンを貫いている。

#### 幹線道路
I-95は大西洋岸の主要都市を結んで南北に走る幹線である。フィラデルフィア・ボルチモアのいずれへも車で1時間とかからない。

### 航路

#### 港湾
ウィルミントン港はデラウェア川の港で、果物・野菜・自動車・鉄鋼などの輸入港として、フィラデルフィア港を補完する役割を果たしている。

## 市内および近郊の名所

### デュポン関連

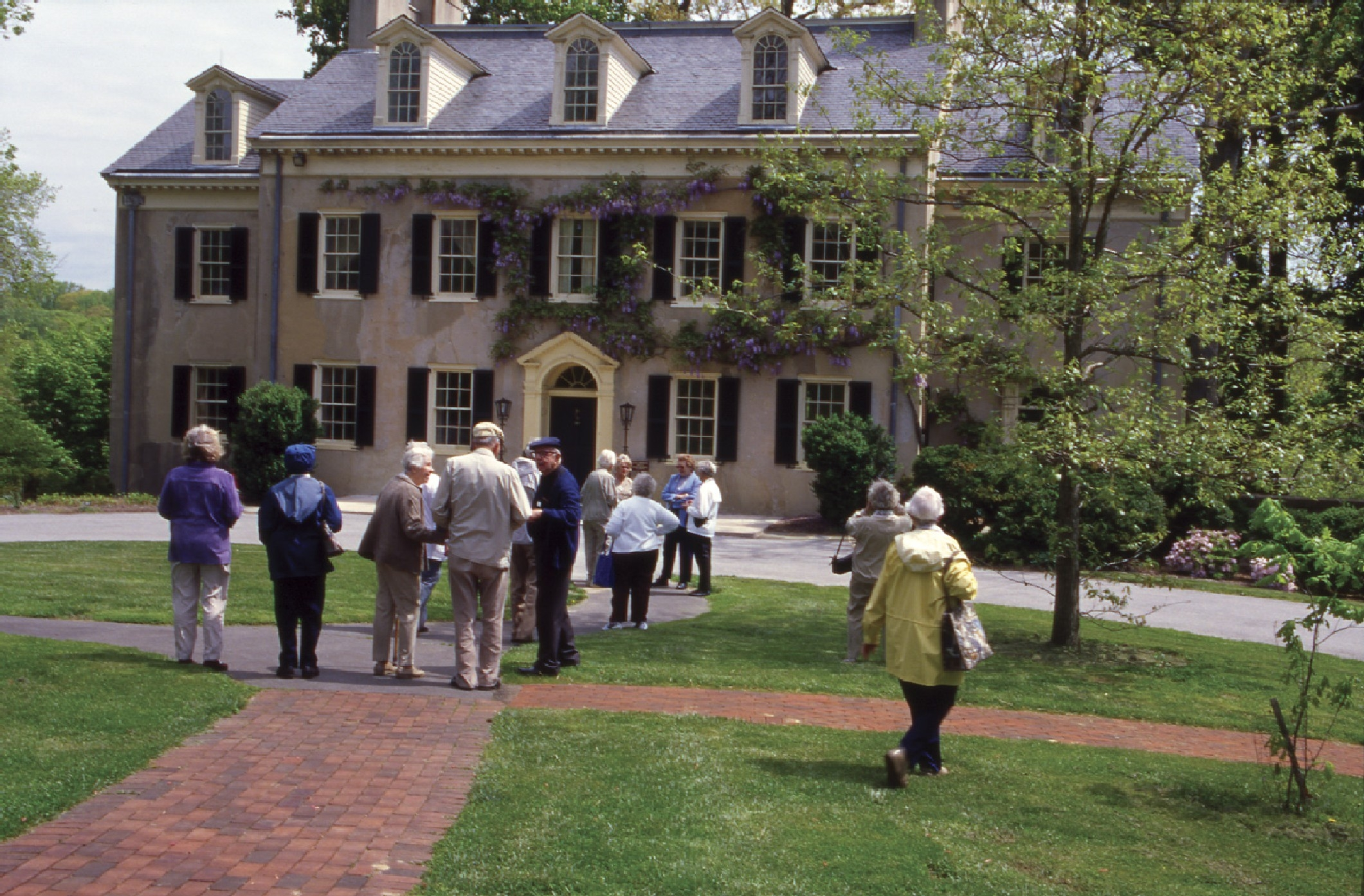
ハグレー博物館

- ホテル・デュポン（Hotel DuPont） - ウィルミントンの最高級ホテル。市のランドマークでもある。
- デュポン劇場（DuPont Playhouse）
- ハグレー博物館（Hagley Museum） - デュポン一家の生活・業績を中心に展示。
- ネモールズ・ガーデン・アンド・ミュージアム（Nemours Gardens and Museum） - 300エーカーの広大な敷地にルイ16世の宮殿に似せて造られた、アルフレッド・デュポン（Alfred Dupont）の豪邸。庭園はフランス式、内部はアンティーク家具や貴重な絵画が多数展示されている。
- ウィンターサー・エステート・アンド・ガーデンズ（Winterthur Estate and Gardens） - ダウンタウンの北西約10kmに位置するサミュエル・デュポン（Samuel DuPont）の豪邸。
- ロングウッド・ガーデンズ（Longwood Gardens） - ピエール・デュポン（Pierre S. du Pont）が建設した、総面積1,050エーカーにおよぶ広大な庭園。敷地内には野外劇場もある。ダウンタウンから約20km、ペンシルベニア州ケネット・スクエア（Kennett Square）に位置する。

### その他の名所
- マウント・キューバ・センター（Mt. Cuba Center） - ウィルミントン近郊、グリーンビル市（Greenville）にある植物園。
- デラウェア現代美術館（Delaware Center for Contemporary Art）
- デラウェア美術館（Delaware Art Museum） - ラファエル前派の北米最大のコレクションで知られる。
- デラウェア歴史博物館（Delaware History Museum）
- クーチズ・ブリッジ戦場跡（Cooch's Bridge） - 近郊のニューアーク市の近くに残る、独立戦争の戦場跡。アメリカ史上初めて星条旗が掲げられた地である。
- オールド・スウェーズ教会（Old Swedes Church）
- カルマル・ニッケル - 1628年にスウェーデン人がウィルミントンに入植した際、航海に使われた船のレプリカ。
- グランド・オペラハウス（Grand Opera House）
- リバーフロント・マーケット（Riverfront Market）
- ブランディーワイン公園・動物園（Brandywine Park and Zoo）
- アーシュリン・アカデミー（Ursuline Academy） - ウィルミントンの名門私立女子校。市内に残るゴシック様式の建造物の例。

### 市公式サイト
- Welcome to Wilmington, Delaware（英語）

### デュポン関連
- デュポン公式ホームページ（英語）
- DuPont corporate history（英語）
- Hagley Museum（英語）
- Nemours Gardens and Museum（英語）
- Winterthur Estate and Gardens（英語）
- Longwood Gardens（英語）

### 地図
- Wilmington, DE（Yahoo!Map）

座標: 北緯39度44分55秒 西経75度33分6秒 / 北緯39.74861度 西経75.55167度